# پری کاهی‌رنگ
پری کاهی‌رنگ (نام علمی: Macrothemis inacuta)، یک گونه از تیرهٔ آسیابکان (Libellulidae) است که در آمریکای مرکزی، آمریکای شمالی و آمریکای جنوبی یافت می‌شود.